# Малашенко Олеся Ігорівна
Оле́ся Малаше́нко (нар. 21 лютого, 1991) — українська баскетболістка, форвард національної збірної України з баскетболу та київського «Будівельника».

## Біографія
Народилася 1991 року у Кишиневі. Вихованиця одеської СДЮСШОР № 2 — почала займатися баскетболом у віці 13 років. Через два роки дебютувала в чемпіонаті України за одеську «Білу Акацію». У 16-річному віці перейшла у бельгійський клуб «Дексія Намур», за який грала до 2009-го року. Фактично всю свою кар'єру провела у закордонних клубах, де завжди була однією з лідерів команд. За цей час здобула титул чемпіонки Бельгії у 2009 році та двічі піднімала над головою Кубок Бельгії. Також доходила до фіналу Єврокубка та фіналу плей-оф чемпіонату Італії.
У 2021 році повернулася до України, прийнявши пропозицію одеського «Інтерхіму», який виступає в жіночій баскетбольній суперлізі. У 16 матчах чемпіонату здобувала в середньому 23,4 очка та робила 9.1 підбирань за гру.
У грудні 2021 року перейшла до французького клубу «Вільньов-д-Аск», за який провела усього дві гри в чемпіонаті. У лютому 2022-го повернулася до України, ставши гравчинею київського «Будівельника».
За юніорську збірну U-16 зіграла 16 матчів. У середньому набирала 20.5 очок за гру. За юніорську збірну U-18 зіграла 24 матчі (в середньому 14.5 очок за гру). За юніорську збірну U-20 зіграла 23 матчі(в середньому 15.7 очок за гру). 7 червня 2009 року дебютувала за національну збірну України в матчі проти збірної Словаччини. Станом на 15 листопада 2021 року провела за національну команду 20 матчів (в середньому набирає 9,7 очок і 4,1 підбирання за гру).

Ігрова кар'єра
2007—2009 — «Дексія Намур» (Бельгія)
2009—2010 — «ASPTT Аррас» (Франція, 21 гра, 9,9 очок, 4,6 підбирання у чемпіонаті);
2010—2011 — «ASPTT Аррас» (24 гри, 9,3 очка, 4,6 підбирання):
2011—2012 — «Вологда-Чеваката» (Росія, 25 матчів, 7,4 очка, 2,7 підбирання);
2012—2013 — «ASPTT Аррас» (17 матчів, 10,4 очка, 3,8 підбирань)
2013—2014 — «Віртус Ейрене Рагуза» (Італія, 33 матчі, 13,8 очок, 3,6 підбирань);
2014—2015 — «Мерсін Бюйюкшехір» (Туреччина, 2 матчі, 6,5 очок, 3,5 підбирань);
2014—2015 — «Belfius Namur» (Бельгія, 9 матчів, 17,0 очок, 5,0 підбирань);
2015—2016 — «Edirne» (Туреччина, 24 матчі, 14,7 очок, 6,6 підбирань);
2016—2017 — «Мерсін Бюйюкшехір» (14 матчів, 12,7 очок, 6,4 підбирань);
2017—2018 — «Касторс Брейн» (Бельгія, 22 матчі, 11,7 очок, 4,4 підбирання);
2018 — «Адана Баскет» (Туреччина, 5 матчів, 5,6 очок, 3,8 підбирань);
2018—2019 — «Монпельє» (Франція, 12 матчів, 9,7 матчів, 4,8 підбирань);
2019 — «Касторс Брейн» (9, матчів, 11,7 очок, 5,1 підбирань);
2019—2020 — «Касторс Брейн» (13 матчів, 7,5 очок, 2,8 підбирань);
2021—2022 — «Інтерхім» (Одеса, Україна, 16 матчів, 23,4 очка, 9,1 підбирань);
2022 — «Вільньов-д-Аск» (Франція, 2 матчі, 3.0 очки, 2.0 підбирань);
З лютого 2022 — гравчиня київського «Будівельника»
Брала участь у Чемпіонаті Європи з баскетболу серед жінок- 2009, 2017, 2019
Чемпіонка Бельгії — 2009.
Переможець Кубка Бельгії — 2008, 2009.
Фіналістка Єврокубка — 2011.
Фіналістка чемпіонату Італії — 2014.